# لکونگ
لکونگ (به لاتین: Lecong) یک شهرک در جمهوری خلق چین است که در شاندی واقع شده‌است. لکونگ ۷۸ کیلومتر مربع مساحت و ۲۳۰٬۰۰۰ نفر جمعیت دارد و ۳ متر بالاتر از سطح دریا واقع شده‌است.